# Bundesautobahn 57
Bundesautobahn 57 (em português: Auto-estrada Federal 57) ou A 57, é uma auto-estrada na Alemanha.
A Bundesautobahn 57 tem 128 km de comprimento.

## Estados
Estados percorridos por esta auto-estrada:
- Renânia do Norte-Vestfália